# Championnat de la ligue de snooker
| \| Stock Coventry Barnsley Leicester \| Sites des tournois en Angleterre |
| Stock Coventry Barnsley Leicester                                        |

Le championnat de la ligue de snooker est un tournoi de snooker de catégorie non classé conçu et mis en œuvre par Matchroom Sport (en), société britannique de promotion d'événements sportifs. Tous les tournois depuis sa création en 2008 jusqu'en 2016 se sont tenus au Crondon Park Golf Club de Stock, petite ville du comté de l'Essex en Angleterre. Depuis, l'épreuve a connu plusieurs localisations différentes. 
Le joueur le plus titré est John Higgins avec quatre victoires. 

## Historique
Le tournoi a été introduit en 2008 pour ajouter au calendrier une compétition supplémentaire qui puisse servir de qualification pour la Première ligue de snooker : 25 joueurs professionnels sont invités et il n'y a pas de spectateurs, chaque match étant retransmis sur internet uniquement. 
Les joueurs sont rétribués à chaque manche gagnée et des primes sont versées aux demi-finalistes, au finaliste et au vainqueur de chaque groupe ainsi qu'à ceux du groupe des vainqueurs.
Durant les deux premières années, tous les matchs des phases de groupes étaient joués au meilleur des quatre manches et les demi-finales et la finale au meilleur des cinq manches. Depuis 2010, tous les matchs sont joués au meilleur des cinq manches.
La compétition se déroule avec huit groupes constitués chacun de sept joueurs. Les joueurs s'affrontent en round-robin, soit 21 matchs. Les quatre premiers sont qualifiés pour une série éliminatoire (matchs de barrage dits play-off) dont le vainqueur accède directement au groupe des vainqueurs. 
Les deux derniers de chaque groupe sont éliminés et les quatre restants sont inscrits dans le groupe suivant où ils sont rejoints par trois nouveaux joueurs ; et ainsi de suite de groupe en groupe, jusqu'au septième. 
Le huitième et dernier groupe dit des vainqueurs, constitué successivement des vainqueurs de chacun des groupes, permet, également avec un round-robin et des matchs de barrage, de désigner un vainqueur ultime qui gagne ainsi sa place dans le tournoi de la Première ligue de snooker jusqu'en 2012 et depuis 2013, dans le tournoi champion des champions.
La pandémie mondiale, qui met le snooker à l'arrêt pendant plusieurs semaines, donne lieu à la création d'un tournoi « ouvert », organisé dès mars 2020, quelques semaines après la tenue du tournoi traditionnel. Ce tournoi est ouvert à 64 joueurs, répartis dans seize groupes. Les vainqueurs de chaque groupe se qualifient pour la seconde phase du tournoi, ce qui correspond à quatre groupes de quatre joueurs. Les vainqueurs de ces groupes accèdent ensuite à la phase finale ; les quatre joueurs qualifiés sont rassemblés dans un seul groupe, dont le vainqueur remporte le tournoi.
En fin d'année 2020, un autre tournoi ouvert, accueillant quasiment l'ensemble des pensionnaires du circuit professionnel et comptant pour le classement mondial, est introduit au calendrier. Comme pour le tournoi ouvert non classé, les vainqueurs des groupes avancent à la phase suivante, et ainsi de suite. Le nombre de participants admis fait en sorte que la dernière phase comporte deux groupes ; les vainqueurs de ces deux groupes se disputent ensuite le titre. 
Depuis lors, deux championnats sont organisés à chaque saison de snooker ; un championnat classé en ouverture de saison, doté du format nouvellement crée, et un championnat sur invitation durant la seconde partie de la saison, reprenant le format de jeu historique de la compétition.   

## Statistiques
Dix-huit breaks maximums ont été réalisés dans l'histoire du tournoi : 
- Shaun Murphy a réalisé le premier en 2014[2],[3],
- Barry Hawkins le deuxième en 2015[4],
- David Gilbert le troisième également en 2015[5],
- Fergal O'Brien le quatrième en 2016[6],
- Mark Davis les cinquième et sixième en 2017,
- Luca Brecel le septième en 2018,
- Martin Gould le huitième également en 2018[7],
- David Gilbert le neuvième en 2019 (le 147e de l'histoire du snooker)[8],
- Ryan Day le dixième en 2020,
- John Higgins le onzième également en 2020,
- Stuart Bingham le douzième en 2021,
- Kyren Wilson le treizième en 2024,
- John Higgins le quatorzième également en 2024,
- Joe O'Connor le quinzième encore en 2024 (le 200e de l'histoire du snooker),
- Jak Jones le seizième en 2025,
- David Gilbert le dix-septième également en 2025,
- Fan Zhengyi le dix-huitième encore en 2025.

## Palmarès

### Tournoi sur invitation
| Année | Ville         | Vainqueur        | Finaliste         | Score | Saison    |
| ----- | ------------- | ---------------- | ----------------- | ----- | --------- |
| 2008  | Stock         | Joe Perry        | Mark Selby        | 3 - 1 | 2007-2008 |
| 2009  | Stock         | Judd Trump       | Mark Selby        | 3 - 2 | 2008-2009 |
| 2010  | Stock         | Marco Fu         | Mark Allen        | 3 - 2 | 2009-2010 |
| 2011  | Stock         | Matthew Stevens  | Shaun Murphy      | 3 - 1 | 2010-2011 |
| 2012  | Stock         | Ding Junhui      | Judd Trump        | 3 - 1 | 2011-2012 |
| 2013  | Stock         | Martin Gould     | Ali Carter        | 3 - 2 | 2012-2013 |
| 2014  | Stock         | Judd Trump (2)   | Martin Gould      | 3 - 1 | 2013-2014 |
| 2015  | Stock         | Stuart Bingham   | Mark Davis        | 3 - 2 | 2014-2015 |
| 2016  | Stock         | Judd Trump (3)   | Ronnie O'Sullivan | 3 - 2 | 2015-2016 |
| 2017  | Coventry      | John Higgins     | Ryan Day          | 3 - 0 | 2016-2017 |
| 2018  | Coventry      | John Higgins (2) | Zhou Yuelong      | 3 - 2 | 2017-2018 |
| 2019  | Barnsley      | Martin Gould (2) | Jack Lisowski     | 3 - 1 | 2018-2019 |
| 2020  | Leicester     | Scott Donaldson  | Graeme Dott       | 3 - 0 | 2019-2020 |
| 2021  | Milton Keynes | Kyren Wilson (2) | Mark Williams     | 3 - 2 | 2020-2021 |
| 2022  | Leicester     | John Higgins (3) | Stuart Bingham    | 3 - 2 | 2021-2022 |
| 2023  | Leicester     | John Higgins (4) | Judd Trump        | 3 - 1 | 2022-2023 |
| 2024  | Leicester     | Mark Selby       | Joe O'Connor      | 3 - 1 | 2023-2024 |
| 2025  | Leicester     | Mark Selby (2)   | Kyren Wilson      | 3 - 0 | 2024-2025 |

### Tournoi «ouvert»
| Année                                | Ville                                | Vainqueur                            | Finaliste                            | Score                                | Saison                               |
| Championnat de la ligue (non classé) | Championnat de la ligue (non classé) | Championnat de la ligue (non classé) | Championnat de la ligue (non classé) | Championnat de la ligue (non classé) | Championnat de la ligue (non classé) |
| ------------------------------------ | ------------------------------------ | ------------------------------------ | ------------------------------------ | ------------------------------------ | ------------------------------------ |
| 2020                                 | Milton Keynes                        | Luca Brecel                          | Ben Woollaston                       | [ 15 ]                               | 2019-2020                            |
| Championnat de la ligue (classé)     |                                      |                                      |                                      |                                      |                                      |
| 2020                                 | Milton Keynes                        | Kyren Wilson                         | Judd Trump                           | 3 - 1                                | 2019-2020                            |
| 2021                                 | Leicester                            | David Gilbert                        | Mark Allen                           | 3 - 1                                | 2021-2022                            |
| 2022                                 | Leicester                            | Luca Brecel (2)                      | Lu Ning                              | 3 - 1                                | 2022-2023                            |
| 2023                                 | Leicester                            | Shaun Murphy                         | Mark Williams                        | 3 - 0                                | 2023-2024                            |
| 2024                                 | Leicester                            | Ali Carter                           | Jackson Page                         | 3 - 1                                | 2024-2025                            |
| 2025                                 | Leicester                            | Stephen Maguire                      | Joe O'Connor                         | 3 - 1                                | 2025-2026                            |

## Bilan par pays
| Pays           | Joueurs | Total | Premier titre | Dernier titre |
| -------------- | ------- | ----- | ------------- | ------------- |
| Angleterre     | 9       | 14    | 2008          | 2025          |
| Écosse         | 3       | 6     | 2017          | 2025          |
| Belgique       | 1       | 2     | 2020          | 2022          |
| Hong Kong      | 1       | 1     | 2010          | 2010          |
| Pays de Galles | 1       | 1     | 2011          | 2011          |
| Chine          | 1       | 1     | 2012          | 2012          |